# Lucky (2017)
Lucky is een Amerikaanse film uit 2017, geregisseerd door John Carroll Lynch. De hoofdrol werd gespeeld door Harry Dean Stanton, een van zijn laatste rollen voor zijn overlijden op 15 september 2017.

## Verhaal
Lucky, een eigenzinnige negentigjarige atheïst, woont in een afgelegen stadje in de woestijn. Hij heeft al zijn leeftijdsgenoten overleefd en is gesteld op zijn onafhankelijkheid maar begint problemen te ondervinden door zijn ouderdom.

## Rolverdeling
| Acteur               | Personage              |
| -------------------- | ---------------------- |
| Harry Dean Stanton   | Lucky                  |
| David Lynch          | Howard                 |
| Ron Livingston       | Bobby Lawrence         |
| Ed Begley jr.        | Dr. Christian Kneedler |
| Tom Skerritt         | Fred                   |
| Beth Grant           | Elaine                 |
| James Darren         | Paulie                 |
| Barry Shabaka Henley | Joe                    |

## Productie
Lucky ging op 11 maart 2017 in première op het South by Southwest filmfestival. De film kreeg positieve kritieken van de filmcritici met een score van 98% op Rotten Tomatoes, gebaseerd op 91 beoordelingen.

## Prijzen en nominaties
De belangrijkste:
| Jaar | Prijs                                   | Categorie                    | Genomineerde(n)    | Uitslag  |
| ---- | --------------------------------------- | ---------------------------- | ------------------ | -------- |
| 2017 | Internationaal filmfestival van Locarno | Prize of the Ecumenical Jury | John Carroll Lynch | Gewonnen |
| 2017 | Satellite Award                         | Best First Feature           | John Carroll Lynch | Gewonnen |